# Iskorak
Iskorak – Centar za prava seksualnih i rodnih manjina nevladina je udruga osnovana s ciljem zalaganja protiv svih oblika diskriminacije i stigmatizacije seksualnih i rodnih manjina kao i njihovo sudjelovanje u društvu kao jednakopravnih građana i građanki Republike Hrvatske. Udruga djeluje putem svojih javnozagovaračkih, medijskih, društveno-kulturnih i zdravstvenih programa i zalaže se za vrijednosti civilnog društva.

## Ciljevi
Ciljevi udruge su:
- unapređenje zakonskih okvira za zaštitu LGBT-ovskih prava i njegove provedbe
- unapređenje pristupa zdravstenim uslugama
- unapređenje obrazovanja koje uvažava LGBT-ovski identitet
- povećanje društveno-socijalne uključenosti LGBT-ovaca
- usmjerenim aktivnostima izgraditi kulturno-društvenu infrastrukturu za zajednicu LGBTIQ+-a.

## Programi
Udruga organizira i/ili sudjeluje u raznim programima kao npr. u organizaciji Zagreb Pridea 2002. i 2003., organizaciji triju Split Prideova, javnim kampanjama itd. Također kontinuirano pruža pravnu, zdravstvenu i psihološku pomoć LGBTIQ+-ovcima.

## Nagrade
Udruga je 2012. dobila nagradu "GONG za građanski aktivizam i razvoj demokracije".

## Vanjske poveznice
- službene stranice
- službene stranice na Facebooku